# Olympische Sommerspiele 1932/Schwimmen
Bei den X. Olympischen Sommerspielen 1932 in Los Angeles wurden vom 6. bis 13. August 1932 im Schwimmen elf Wettbewerbe ausgetragen, davon sechs für Männer und fünf für Frauen. Austragungsort war das Los Angeles Swimming Stadium. Insgesamt nahmen 128 Schwimmer aus 20 Nationen teil, davon 84 Männer und 44 Frauen.

## Bilanz

### Medaillenspiegel
| Platz | Land                  | Gold | Silber | Bronze | Gesamt |
| ----- | --------------------- | ---- | ------ | ------ | ------ |
| 1     | Japan                 | 5    | 5      | 2      | 12     |
| 2     | Vereinigte Staaten    | 5    | 2      | 3      | 10     |
| 3     | Australien            | 1    | 1      | –      | 2      |
| 4     | Niederlande           | –    | 2      | –      | 2      |
| 5     | Frankreich            | –    | 1      | –      | 1      |
| 6     | Großbritannien        | –    | –      | 2      | 2      |
| 7     | Dänemark              | –    | –      | 1      | 1      |
| 7     | Philippinen           | –    | –      | 1      | 1      |
| 7     | Südafrikanische Union | –    | –      | 1      | 1      |
| 7     | Ungarn                | –    | –      | 1      | 1      |

### Medaillengewinner
| Konkurrenz         | Gold                                                                 | Silber                                                                       | Bronze                                                          |
| ------------------ | -------------------------------------------------------------------- | ---------------------------------------------------------------------------- | --------------------------------------------------------------- |
| 100 m Freistil     | Yasuji Miyazaki                                                      | Tatsugo Kawaishi                                                             | Albert Schwartz                                                 |
| 400 m Freistil     | Buster Crabbe                                                        | Jean Taris                                                                   | Tsutomu Ōyokota                                                 |
| 1500 m Freistil    | Kusuo Kitamura                                                       | Shōzō Makino                                                                 | James Cristy                                                    |
| 100 m Rücken       | Masaji Kiyokawa                                                      | Toshio Irie                                                                  | Kentaro Kawatsu                                                 |
| 200 m Brust        | Yoshiyuki Tsuruta                                                    | Reizō Koike                                                                  | Teófilo Yldefonso                                               |
| 4 × 200 m Freistil | JapanHisakichi Toyoda Masanori Yusa Yasuji Miyazaki Takashi Yokoyama | Vereinigte StaatenGeorge Fissler Francis Booth Manuella Kalili Maiola Kalili | UngarnAndrás Wanié András Székely István Bárány László Szabados |

| Konkurrenz         | Gold                                                                         | Silber                                                                       | Bronze                                                                |
| ------------------ | ---------------------------------------------------------------------------- | ---------------------------------------------------------------------------- | --------------------------------------------------------------------- |
| 100 m Freistil     | Helene Madison                                                               | Willemijntje den Ouden                                                       | Eleanor Garatti                                                       |
| 400 m Freistil     | Helene Madison                                                               | Lenore Kight                                                                 | Jenny Maakal                                                          |
| 100 m Rücken       | Eleanor Holm                                                                 | Bonnie Mealing                                                               | Valerie Davies                                                        |
| 200 m Brust        | Clare Dennis                                                                 | Hideko Maehata                                                               | Else Jacobsen                                                         |
| 4 × 100 m Freistil | Vereinigte StaatenHelen Johns Eleanor Saville Josephine McKim Helene Madison | NiederlandeWillemijntje den Ouden Maria Oversloot Corrie Laddé Marie Vierdag | GroßbritannienMargaret Cooper Valerie Davies Edna Hughes Helen Varcoe |

## Ergebnisse

### Männer

#### 100 m Freistil
| Platz | Land | Sportler          | Zeit   |
| ----- | ---- | ----------------- | ------ |
| 1     | JPN  | Yasuji Miyazaki   | 58,2 s |
| 2     | JPN  | Tatsugo Kawaishi  | 58,6 s |
| 3     | USA  | Albert Schwartz   | 58,8 s |
| 4     | USA  | Manuella Kalili   | 59,2 s |
| 5     | JPN  | Zenjiro Takahashi | 59,2 s |
| 6     | USA  | Raymond Thompson  | 59,5 s |

#### 400 m Freistil
| Platz | Land | Sportler         | Zeit       |
| ----- | ---- | ---------------- | ---------- |
| 1     | USA  | Buster Crabbe    | 4:48,4 min |
| 2     | FRA  | Jean Taris       | 4:48,5 min |
| 3     | JPN  | Tsutomu Ōyokota  | 4:52,3 min |
| 4     | JPN  | Takashi Yokoyama | 4:52,5 min |
| 5     | JPN  | Noboru Sugimoto  | 4:56,1 min |
| 6     | AUS  | Andrew Charlton  | 4:58,6 min |

#### 1500 m Freistil
| Platz | Land | Sportler       | Zeit        |
| ----- | ---- | -------------- | ----------- |
| 1     | JPN  | Kusuo Kitamura | 19:12,4 min |
| 2     | JPN  | Shōzō Makino   | 19:14,1 min |
| 3     | USA  | James Cristy   | 19:39,5 min |
| 4     | AUS  | Noel Ryan      | 19:45,1 min |
| 5     | USA  | Buster Crabbe  | 20:02,7 min |
| 6     | FRA  | Jean Taris     | 20:09,7 min |

#### 100 m Rücken
| Platz | Land | Sportler        | Zeit       |
| ----- | ---- | --------------- | ---------- |
| 1     | JPN  | Masaji Kiyokawa | 1:08,6 min |
| 2     | JPN  | Toshio Irie     | 1:09,8 min |
| 3     | JPN  | Kentaro Kawatsu | 1:10,0 min |
| 4     | USA  | Dan Zehr        | 1:10,9 min |
| 5     | GER  | Ernst Küppers   | 1:11,3 min |
| 6     | USA  | Robert Kerber   | 1:12,8 min |

#### 200 m Brust
| Platz | Land | Sportler           | Zeit       |
| ----- | ---- | ------------------ | ---------- |
| 1     | JPN  | Yoshiyuki Tsuruta  | 2:45,4 min |
| 2     | JPN  | Reizō Koike        | 2:46,6 min |
| 3     | PHI  | Teófilo Yldefonso  | 2:47,1 min |
| 4     | GER  | Erwin Sietas       | 2:48,0 min |
| 5     | PHI  | Jikirum Adjaluddin | 2:49,2 min |
| 6     | JPN  | Shigeo Nakagawa    | 2:52,8 min |

#### 4 × 200 m Freistil
| Platz | Land | Sportler                                                           | Zeit        |
| ----- | ---- | ------------------------------------------------------------------ | ----------- |
| 1     | JPN  | Hisakichi Toyoda Masanori Yusa Yasuji Miyazaki Takashi Yokoyama    | 8:58,4 min  |
| 2     | USA  | George Fissler Francis Booth Manuella Kalili Maiola Kalili         | 9:10,5 min  |
| 3     | HUN  | András Wanié András Székely István Bárány László Szabados          | 9:31,4 min  |
| 4     | CAN  | George Larson George Burrows Munroe Bourne Walter Spence           | 9:36,3 min  |
| 5     | GBR  | Joseph Whiteside Robert Leivers Reg Sutton Mickey Ffrench-Williams | 9:45,8 min  |
| 6     | ARG  | Carlos Kennedy Leopoldo Tahier Roberto Peper Alfredo Rocca         | 10:13,1 min |
| 7     | BRA  | Manoel Lourenço Isaac Moraes Manoel Villar Benvenuto Nunes         | 10:36,5 min |

### Frauen

#### 100 m Freistil
| Platz | Land | Sportlerin             | Zeit       |
| ----- | ---- | ---------------------- | ---------- |
| 1     | USA  | Helene Madison         | 1:06,8 min |
| 2     | NED  | Willemijntje den Ouden | 1:07,8 min |
| 3     | USA  | Eleanor Garatti        | 1:08,2 min |
| 4     | USA  | Josephine McKim        | 1:09,3 min |
| 5     | AUS  | Frances Bult           | 1:09,9 min |
| 6     | RSA  | Jenny Maakal           | 1:10,8 min |

#### 400 m Freistil
| Platz | Land | Sportlerin      | Zeit       |
| ----- | ---- | --------------- | ---------- |
| 1     | USA  | Helene Madison  | 5:28,5 min |
| 2     | USA  | Lenore Kight    | 5:28,6 min |
| 3     | RSA  | Jenny Maakal    | 5:47,3 min |
| 4     | GBR  | Margaret Cooper | 5:49,7 min |
| 5     | FRA  | Yvonne Godard   | 5:54,4 min |
| 6     | USA  | Norene Forbes   | 6:06,0 min |

#### 100 m Rücken
| Platz | Land | Sportlerin      | Zeit       |
| ----- | ---- | --------------- | ---------- |
| 1     | USA  | Eleanor Holm    | 1:19,4 min |
| 2     | AUS  | Bonnie Mealing  | 1:21,3 min |
| 3     | GBR  | Valerie Davies  | 1:22,5 min |
| 4     | GBR  | Phyllis Harding | 1:22,6 min |
| 5     | USA  | Joan McSheehy   | 1:23,2 min |
| 6     | GBR  | Margaret Cooper | 1:23,4 min |

#### 200 m Brust
| Platz | Land | Sportlerin     | Zeit       |
| ----- | ---- | -------------- | ---------- |
| 1     | AUS  | Clare Dennis   | 3:06,3 min |
| 2     | JPN  | Hideko Maehata | 3:06,4 min |
| 3     | DEN  | Else Jacobsen  | 3:07,1 min |
| 4     | GBR  | Margery Hinton | 3:11,7 min |
| 5     | USA  | Peg Hoffman    | 3:11,8 min |
| 6     | USA  | Anne Govednik  | 3:16,0 min |
| 7     | USA  | Jane Cadwell   | 3:18,2 min |

#### 4 × 100 m Freistil
| Platz | Land | Sportlerinnen                                                     | Zeit       |
| ----- | ---- | ----------------------------------------------------------------- | ---------- |
| 1     | USA  | Helen Johns Eleanor Saville Josephine McKim Helene Madison        | 4:38,0 min |
| 2     | NED  | Willemijntje den Ouden Maria Oversloot Corrie Laddé Marie Vierdag | 4:47,5 min |
| 3     | GBR  | Margaret Cooper Valerie Davies Edna Hughes Helen Varcoe           | 4:52,4 min |
| 4     | CAN  | Irene Pirie Irene Mullen Ruth Kerr Betty Edwards                  | 5:05,7 min |
| 5     | JPN  | Kazue Kojima Hatsuko Morioka Misao Yokota Yukie Arata             | 5:06,7 min |